# Marathon van Berlijn 1993
De marathon van Berlijn 1993 werd gelopen op zondag 26 september 1993. Het was de twintigste editie van deze marathon.
Bij de mannen was het de Zuid-Afrikaan Xolile Yawa, die als eerste de finish passeerde in 2:10.57. De Poolse Renata Kokowska zegevierde voor de derde maal in zes jaar tijd bij de vrouwen. Zij liet op de eindstreep 2:26.20 noteren.

## Uitslagen

### Mannen
| rang   | naam             | land | tijd    |
| ------ | ---------------- | ---- | ------- |
| Goud   | Xolile Yawa      | RSA  | 2:10.57 |
| Zilver | Driss Dacha      | MAR  | 2:11.43 |
| Brons  | David Tsebe      | RSA  | 2:12.07 |
| 4      | Alfredo Shahanga | TAN  | 2:12.24 |
| 5      | Karel David      | CZE  | 2:12.29 |
| 6      | Andrzej Krzyscin | POL  | 2:13.14 |
| 7      | Miroslaw Plawgo  | POL  | 2:13.47 |
| 8      | Tendai Chimusasa | ZIM  | 2:14.23 |
| 9      | Gidamis Shahanga | TAN  | 2:14.54 |
| 10     | Isaac Tshabalala | RSA  | 2:15.01 |

### Vrouwen
| rang   | naam                 | land | tijd    |
| ------ | -------------------- | ---- | ------- |
| Goud   | Renata Kokowska      | POL  | 2:26.20 |
| Zilver | Albertina Dias       | POR  | 2:26.49 |
| Brons  | Malgorzata Sobanska  | POL  | 2:29.21 |
| 4      | Tatyana Polovinskaya | UKR  | 2:29.29 |
| 5      | Laura Fogli          | ITA  | 2:31.16 |
| 6      | Emma Scaunich        | ITA  | 2:31.59 |
| 7      | Aurica Buia          | ROU  | 2:33.40 |
| 8      | Kirsi Mattila        | FIN  | 2:33.49 |
| 9      | Cristina Costea      | ROU  | 2:36.32 |
| 10     | Sonja Krolik         | GER  | 2:38.02 |

1974 ·
1975 ·
1976 ·
1977 ·
1978 ·
1979 ·
1980 ·
1981 ·
1982 ·
1983 ·
1984 ·
1985 ·
1986 ·
1987 ·
1988 ·
1989 ·
1990 ·
1991 ·
1992 ·
1993 ·
1994 ·
1995 ·
1996 ·
1997 ·
1998 ·
1999 ·
2000 ·
2001 ·
2002 ·
2003 ·
2004 ·
2005 ·
2006 ·
2007 ·
2008 ·
2009 ·
2010 ·
2011 ·
2012 ·
2013 ·
2014 ·
2015 ·
2016 ·
2017 ·
2018